# Lyrinx
Lyrinx est un label discographique indépendant français de musique classique, basé à Marseille, Bouches-du-Rhône, fondé en 1976 par René Gambini (1935–2021). Le label est déposé le 12 mai 2018 auprès de l'INPI par Suzanne Gambini, mandataire de René Gambini (selon registre, consulté le 13 juillet 2019).

## Histoire
Le label est fondé en 1976 par René Gambini, par un premier disque, La Nuit transfigurée de Schönberg, interprété par les Solistes de Marseille. Le label se fait rapidement connaître au Japon et aux États-Unis par des prises de son naturelles, sans artifice, utilisant deux microphones et une électronique à tubes spécifiquement construite pour les besoins du label, dans des conditions de concert public. Dans les années 1980, Lyrinx attend autant que possible avant d’abandonner le vinyle et de passer au format CD, la technologie de ce dernier n’étant selon nombre de spécialistes pas aboutie.
En 1998, à la suite de la présentation par Sony, dans les studios d’Abbey Road, du nouveau support numérique Super Audio CD (SACD) basé sur la technologie de numérisation Direct Stream Digital (DSD), Lyrinx se voit mettre à sa disposition du matériel expérimental, afin de le tester… le label réalise alors tous ses enregistrements en DSD stéréo depuis 1998, et en DSD « multichannel » (surround) depuis janvier 2001, devenant ainsi le premier éditeur français à utiliser cette technologie, et l’un des tout  premiers dans le monde,.
En mai 2011, le label fête ses 35 ans en organisant trois concerts les 15, 16 et 17 juin de la même année au théâtre de la Criée à Marseille. Le créateur du label, René Gambini, décède le 22 juin 2021 à l'âge de 95 ans.

## Catalogue
Le catalogue avoue un net penchant envers les œuvres pour piano, mais fait également la part belle à la musique de chambre. Il comprend aussi des enregistrements d’orchestre et un opéra. Parmi les interprètes qui l’ont construit, on trouve notamment Alain Marion, Pierre Barbizet, Catherine Collard, Georges Pludermacher, Laurent Korcia, Jean-Claude Pennetier, Marie-Josèphe Jude, Katia Skanavi, Mūza Rubackytė, le Fine Arts Quartet et de nombreux autres musiciens.
Les disques Lyrinx ont reçu de nombreuses récompenses, tant sur le plan technique que sur le plan musical.